# 12-Stunden-Rennen von Sebring 1959

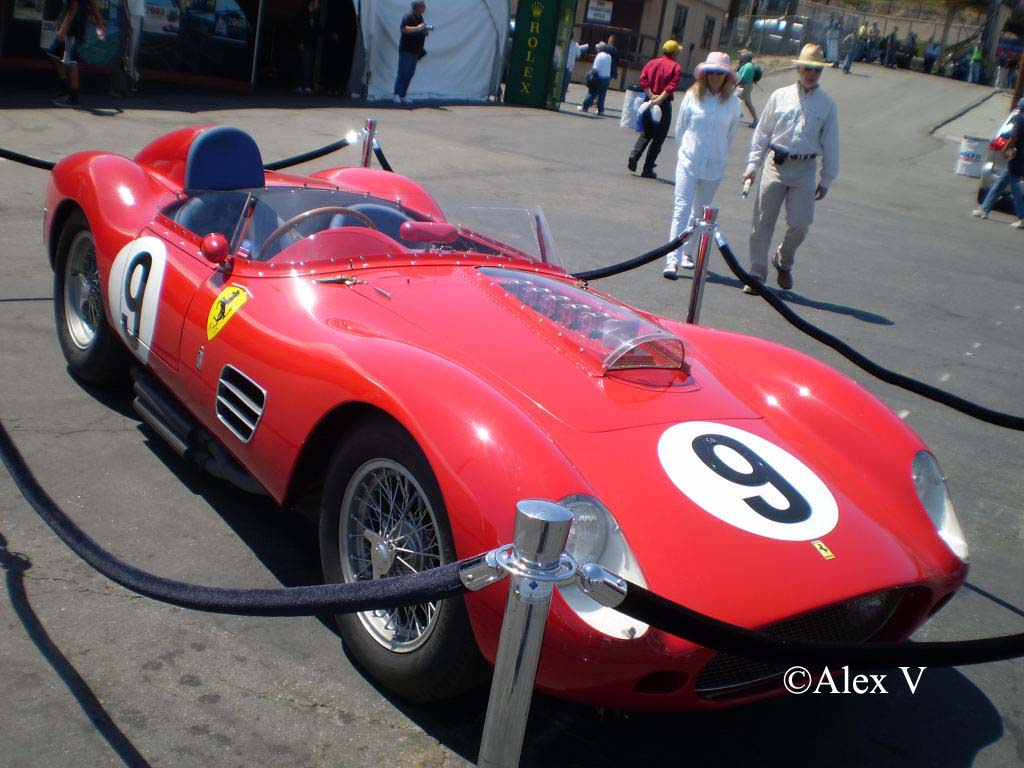
Der zweitplatzierte Ferrari 250TR59 von Jean Behra und Cliff Allison

Das achte 12-Stunden-Rennen von Sebring, auch 12-Hour Florida International Grand Prix of Endurance for the Amoco Trophy, Sebring, fand am 21. März 1959 auf dem Sebring International Raceway statt und war der erste Wertungslauf der Sportwagen-Weltmeisterschaft dieses Jahres.

## Das Rennen
Mit dem 12-Stunden-Rennen von Sebring begann die Sportwagen-Weltmeisterschaft 1959. Die Veranstaltung selbst fand bei strömenden Regen statt und war von zahlreichen Unfällen geprägt. Im Training war der US-amerikanische Rennfahrer Ed Lawrence auf einem Maserati 300S tödlich verunglückt.
Das Rennen endete nach 12:02:31,800 Stunden Fahrzeit mit einem Doppelsieg der Scuderia Ferrari. Phil Hill, Olivier Gendebien, Dan Gurney und Chuck Daigh siegten mit dem Vorsprung von einer Runden vor den Teamkollegen Jean Behra und Cliff Allison.

## Ergebnisse

### Schlussklassement
| 1               | S 3.0  | 7   | Scuderia Ferrari           | Dan Gurney Chuck Daigh Phil Hill Olivier Gendebien                       | Ferrari 250TR59                  | 188 |
| 2               | S 3.0  | 9   | Scuderia Ferrari           | Jean Behra Cliff Allison                                                 | Ferrari 250TR59                  | 187 |
| 3               | S 2.0  | 31  | Porsche Auto Company       | Wolfgang von Trips Joakim Bonnier                                        | Porsche 718 RSK                  | 184 |
| 4               | S 1.5  | 34  | Cyrus L. Fulton            | Bob Holbert Don Sesslar                                                  | Porsche 718 RSK                  | 182 |
| 5               | S 1.5  | 34  | Porsche Auto Company       | John Fitch Edgar Barth                                                   | Porsche 718 RSK                  | 181 |
| 6               | S 3.0  | 6   | E. D. Martin               | E. D. Martin Lance Reventlow                                             | Ferrari 250TR58                  | 174 |
| 7               | S 3.0  | 14  | James Johnston             | Ed Lunken Augie Pabst Gaston Andrey                                      | Ferrari 250TR58                  | 174 |
| 8               | S 1.5  | 35  | Precision Motors           | Jack McAfee Ken Miles                                                    | Porsche 718 RSK                  | 173 |
| 9               | GT 3.5 | 70  | Scuderia Ferrari           | Howard Hively Richie Ginther                                             | Ferrari 250 GT California Spyder | 171 |
| 10              | S 1.5  | 37  | Chester Flynn              | Ernie Erickson Ed Hugus                                                  | Porsche 718 RSK                  | 170 |
| 11              | GT 1.6 | 33  | Porsche Auto Company       | Fritz Huschke von Hanstein Carel Godin de Beaufort                       | Porsche 356A Carrera GT          | 164 |
| 12              | S 3.0  | 3   | Briggs Cunningham          | Walt Hansgen Dick Thompson                                               | Lister                           | 164 |
| 13              | S 2.0  | 19T | North American Racing Team | Lloyd Casner Jim Hunt Dan Collins                                        | Ferrari 500TRC58                 | 164 |
| 14              | GT 2.0 | 25  | AC Cars Ltd.               | Bobby Burns Roy Jackson-Moore James Cook                                 | AC Ace                           | 164 |
| 15              | S 3.0  | 4   | Briggs Cunningham          | Briggs Cunningham Lake Underwood Russ Boss                               | Lister                           | 164 |
| 16              | GT 1.3 | 44  | Jake Kaplan                | Jake Kaplan Charlie Rainville                                            | Alfa Romeo Giulietta SV          | 162 |
| 17              | S 750  | 59  | Deutsch & Bonnet           | Gérard Laureau Paul Armagnac                                             | DB HBR4                          | 162 |
| 18              | S 750  | 60  | Alejandro de Tomaso        | Alejandro de Tomaso Denise McCluggage Isabelle Haskell Ricardo Rodríguez | Osca S750                        | 161 |
| 19              | S 1.1  | 48  | Elva Engineering Co.       | Frank Baptista Charles Wallace Art Tweedale                              | Elva Mk.IV                       | 160 |
| 20              | GT 3.5 | 15  | Auto Sport Club Havana     | Alfonso Gómez-Mena Juan Montalvo                                         | Ferrari 250 GT LWB               | 160 |
| 21              | GT 1.3 | 45  | Team Lotus                 | Pete Lovely Jay Chamberlain Sam Weiss                                    | Lotus Elite                      | 160 |
| 22              | GT 2.0 | 24  | AC Cars Ltd.               | Arch Means Charles Kurtz Ross Wees                                       | AC Ace                           | 159 |
| 23              | S 1.1  | 49  | Elva Engineering Co.       | Burdette Martin William Jordan Chuck Dietrich                            | Elva Mk.IV                       | 158 |
| 24              | GT 2.0 | 23T | AC Cars Ltd.               | Lonnie Rix Ed Rahal                                                      | AC Ace                           | 158 |
| 25              | GT 2.0 | 26  | S. H. Arnolt               | Max Goldman Stanley Arnolt Ralph Durbin                                  | Arnolt Bolide                    | 155 |
| 26              | GT 2.0 | 22  | Fergus Motors              | Mike Rothschild Arch McNeill                                             | Morgan Plus 4                    | 155 |
| 27              | GT 1.6 | 28  | Hambro Auto Corp.          | Ray Saidel Gus Ehrman                                                    | MGA Twin Cam                     | 155 |
| 28              | GT 750 | 64  | Roosevelt Auto Co. Inc.    | Bill Rutan Ray Cuomo Paul Richards                                       | Fiat-Abarth 750 Monza            | 152 |
| 29              | GT 750 | 62  | Roosevelt Auto Co. Inc.    | Lanzo Cussini Remo Cattini                                               | Fiat-Abarth 750 Monza            | 150 |
| 30              | GT 750 | 65  | George F. Schrafft         | Bob Kuhn Jim Jeffords                                                    | Fiat-Abarth 750 Monza            | 149 |
| 31              | GT 1.0 | 45  | Hambro Auto Corp.          | Phil Stiles Hugh Sutherland                                              | Austin-Healey Sebring Sprite     | 149 |
| 32              | GT 750 | 63  | Roosevelt Auto Co. Inc.    | Mario Poltonieri Alfonso Thiele                                          | Fiat-Abarth 750 Monza            | 147 |
| 33              | S 1.5  | 40  | Charles Moran              | Charles Moran George Rand                                                | Lotus Eleven Le Mans             | 145 |
| 34              | GT 1.6 | 29  | Hambro Auto Corp.          | John Dalton Jim Parkinson                                                | MGA Twin Cam                     | 145 |
| 35              | GT 1.3 | 51  | Harry Blanchard            | Harry Blanchard Skip Callahan                                            | Lancia Appia Zagato              | 144 |
| 36              | GT 1.0 | 53  | Hambro Auto Corp.          | Ed Leavens Harald Kunz                                                   | Austin-Healey Sebring Sprite     | 142 |
| 37              | S 750  | 58  | Deutsch & Bonnet           | Henri Perrier Bill Wood                                                  | DB HBR4                          | 141 |
| 38              | GT 1.0 | 55  | Hambro Auto Corp.          | Fred Hayes John Christy John Colgate                                     | Austin-Healey Sebring Sprite     | 141 |
| 39              | GT 1.3 | 43  | Louis Comito               | Bob Pfaff Louis Comito Wynn Kramarsky Tom O’Brien                        | Alfa Romeo Giulietta SV          | 140 |
| 40              | GT 1.3 | 52  | Charles Kreisler           | Peter Baumberger Warren Rohlfs Walter Cronkite                           | Lancia Appia Zagato              | 140 |
| 41              | S 2.0  | 18  | Carroll Shelby Sports Cars | Jim Hall Hap Sharp                                                       | Maserati 250S                    | 138 |
| 42              | GT 1.3 | 42  | Bob Grossman               | Bob Rubin Bob Grossman Louis Comito                                      | Alfa Romeo Giulietta SV          | 134 |
| 43              | GT 1.0 | 80  | Turner Sports Cars Ltd.    | Fred Lieb Smokey Drolet                                                  | Turner 750 Sports                | 128 |
| 44              | S 1.1  | 47  | Team Lotus                 | Tom Fleming Bill Schade Harry Dager                                      | Lotus Eleven                     | 123 |
| 45              | GT 1.6 | 30  | Hambro Auto Corp.          | Ray Pickering Jack Flaherty Sherman Decker                               | MGA Twin Cam                     | 121 |
| 46              | GT 3.5 | 16  | RRR Enterprises            | George Reed Don O’Dell George Arents                                     | Ferrari 250 GT LWB               | 110 |
| 47              | S 1.1  | 56  | Automobile OSCA            | Ricardo Rodríguez Frank Bott                                             | Osca S950                        | 106 |
| 48              | GT 2.0 | 20  | Standard Motor Company     | Robert Samm John Bentley Fred Moore                                      | Triumph TR3                      | 98  |
| Disqualifiziert |        |     |                            |                                                                          |                                  |     |
| 49              | S 3.0  | 2   | The Lister Corp.           | Stirling Moss Ivor Bueb                                                  | Lister                           | 98  |
| Ausgefallen     |        |     |                            |                                                                          |                                  |     |
| 50              | S 3.0  | 10  | North American Racing Team | Rod Gareth Gilbert Geitner                                               | Ferrari 250TR                    | 130 |
| 51              | GT 2.0 | 21  | Standard Motor Company     | Charlie Kolb Fred Moore Gene Hobbs                                       | Triumph TR3                      | 128 |
| 52              | S 2.0  | 27  | Autosport Ltd.             | Harry Entwistle Robert Hanna                                             | Lotus 15                         | 126 |
| 53              | S 1.5  | 38  | Automobile OSCA            | Carl Haas Frank Campbell Jay Middleton                                   | Osca S1500                       | 98  |
| 54              | S 750  | 66  | Sandy MacArthur            | Robert Roloson Sandy MacArthur                                           | Stanguellini Sport Bialbero 750  | 97  |
| 55              | GT 1.0 | 57  | Deutsch & Bonnet           | Howard Hanna Richard Toland                                              | DB HBR5                          | 82  |
| 56              | S 750  | 61  | Automobile OSCA            | Alan Markelson Rees Makins                                               | Osca 187S                        | 82  |
| 57              | S 3.0  | 8   | Scuderia Ferrari           | Olivier Gendebien Phil Hill                                              | Ferrari 250TR59                  | 77  |
| 58              | S 3.0  | 11  | Mexican National Auto Club | Pedro Rodríguez Paul O’Shea                                              | Ferrari 250TR58                  | 66  |
| 59              | GT 1.3 | 46  | Team Lotus                 | Jay Chamberlain Sam Weiss                                                | Lotus Elite                      | 66  |
| 60              | S 1.5  | 36  | Count von Döry             | Roberto Mieres Anton von Döry Pedro von Döry                             | Porsche 718 RSK                  | 34  |
| 61              | S 1.1  | 50  | M. R. J. Wyllie            | M. R. J. Wyllie Skip Lange Margaret Wyllie                               | Elva Mk.IV                       | 34  |
| 62              | S 3.0  | 1   | Aston Martin David Brown   | Roy Salvadori Carroll Shelby                                             | Aston Martin DBR1/300            | 32  |
| 63              | GT 1.3 | 41  | Fred van Beuren            | Fred van Beuren Javier Velasquez Mario Mercader                          | Alfa Romeo Giulietta SV          | 31  |
| 64              | S 1.5  | 39  | Los Amigos                 | Jean Lucas Jean-François Malle                                           | Cooper T49 Monaco                | 20  |
| 65              | GT 3.5 | 17  | Joe Sheppard David Schiff  | Duncan Forlong Joe Sheppard David Schiff                                 | Aston Martin DB2/4               | 11  |
| Nicht gestartet |        |     |                            |                                                                          |                                  |     |
| 66              | S 3.0  | 5   | Rallye Motors              | Ed Lawrence James Cook Ralph Durbin                                      | Maserati 300S                    | 1   |
| 67              | S 3.0  | 19  | North American Racing Team | Lloyd Casner Jim Hunt                                                    | Ferrari 250TR                    | 2   |
| 68              | S 1.5  | 72  | Art Bunker Motors          | Art Bunker                                                               | Porsche 718 RSK                  | 3   |
| 69              | S 1.5  | 73  | Briggs Cunningham          | Briggs Cunningham Lake Underwood                                         | Porsche 718 RSK                  | 4   |
| 70              | GT 1.3 | 75  | Ross Durant                | Ross Durant George Peck                                                  | Alfa Romeo Giulietta SV          | 5   |
| 71              | GT 1.0 | 78  | Bahamas Auto Club          | Sydney Oakes Greta Oakes Peter Bethell                                   | Alfa Romeo Giulietta SV          | 6   |
| 72              | S 3.0  | 82  | John Fulp                  | John Fulp                                                                | Ferrari 250TR                    | 7   |
| 73              | GT 2.0 | 23  | AC Cars Ltd.               | Lonnie Rix Ed Rahal George Avent                                         | Ferrari 250TR                    | 8   |

1 tödlicher Unfall von Lawrence
2 Start mit dem Ersatzwagen
3 Reserve
4 Reserve
5 Reserve
6 Reserve
7 nicht gestartet
8 Unfall bei einer Trainingsfahrt

### Nur in der Meldeliste
Hier finden sich Teams, Fahrer und Fahrzeuge, die ursprünglich für das Rennen gemeldet waren, aber aus den unterschiedlichsten Gründen daran nicht teilnahmen.
| Pos. | Klasse | Nr. | Team              | Fahrer                                       | Chassis                |
| ---- | ------ | --- | ----------------- | -------------------------------------------- | ---------------------- |
| 74   | GT 1.6 | T   | Hambro Auto Corp. | Sherman Decker                               | MGA                    |
| 75   | GT 1.0 | T   | Hambro Auto Corp. | John Colgate                                 | Austin-Healey Sprite   |
| 76   | GT 2.0 | 71  | S. H. Arnolt      |                                              | Arnolt Bolide          |
| 77   | GT 1.6 | 74  | Quiver Motors     | John Cuevas Burdette Martin                  | Porsche 356 Carrera GT |
| 78   | S 1.6  | 76  | Jay Chamberlain   | Millard Ripley William Milliken Steve Wilder | Lotus Eleven           |
| 79   | S 1.1  | 77  | Alan Patterson    | Alan Patterson Joachim Kammer                | Elva Mk.IV             |
| 80   | GT 2.0 | 81  | William Love      | William Love Skip Conklin                    | AC Ace                 |
| 81   | GT 1.3 | 83  | Charles Abry      | Newton Davis Charles Abry                    | Lancia Appia Zagato    |

### Klassensieger
| Klasse | Fahrer                         | Fahrer                  | Fahrer        | Fahrzeug                         | Platzierung im Gesamtklassement |
| ------ | ------------------------------ | ----------------------- | ------------- | -------------------------------- | ------------------------------- |
| S 3.0  | Dan Gurney                     | Chuck Daigh             |               | Ferrari 250TR59                  | Gesamtsieg                      |
| S 2.0  | Wolfgang Graf Berghe von Trips | Joakim Bonnier          |               | Porsche 718 RSK                  | Rang 3                          |
| S 1.5  | Bob Holbert                    | Don Sesslar             |               | Porsche 718 RSK                  | Rang 4                          |
| S 1.1  | Frank Baptista                 | Charles Wallace         | Art Tweedale  | Elva Mk.IV                       | Rang 19                         |
| S 750  | Gérard Laureau                 | Paul Armagnac           |               | DB HBR4                          | Rang 17                         |
| GT 3.5 | Howard Hively                  | Richie Ginther          |               | Ferrari 250 GT California Spyder | Rang 9                          |
| GT 2.0 | Bobby Burns                    | Roy Jackson-Moore       | James Cook    | AC Ace                           | Rang 14                         |
| GT 1.6 | Fritz Huschke von Hanstein     | Carel Godin de Beaufort |               | Porsche 356A Carrera GT          | Rang 11                         |
| GT 1.3 | Jake Kaplan                    | Charlie Rainville       |               | Alfa Romeo Giulietta SV          | Rang 16                         |
| GT 1.0 | Phil Stiles                    | Hugh Sutherland         |               | Austin-Healey Sebring Sprite     | Rang 31                         |
| GT 750 | Bill Rutan                     | Ray Cuomo               | Paul Richards | Fiat-Abarth 750 Monza            | Rang 28                         |

### Renndaten
- Gemeldet: 81
- Gestartet: 65
- Gewertet: 48
- Rennklassen: 11
- Zuschauer: 40000
- Wetter am Renntag: Regen
- Streckenlänge: 8,369 km
- Fahrzeit des Siegerteams: 12:02:31,800 Stunden
- Gesamtrunden des Siegerteams: 188
- Gesamtdistanz des Siegerteams: 1573,295 km
- Siegerschnitt: 130,648 km/h
- Pole Position: Stirling Moss – Lister (#2) – 3:31,000
- Schnellste Rennrunde: Jean Behra – Ferrari 250TR59 (#24) – 3:21,600 = 149,439 km/h
- Rennserie: 1. Lauf zur Sportwagen-Weltmeisterschaft 1959